# Trompe le Monde
Albums de Pixies
Bossanova
(1990) Indie Cindy
(2014)
Trompe le Monde est le quatrième (et le dernier avant leur séparation) album studio des Pixies, sorti le 21 septembre 1991 sous le label 4AD en Europe, et le 7 octobre 1991 sous le label Elektra/4AD aux États-Unis.
De l’aveu même de Black Francis, cet album devait être le disque de punk rock des Pixies, après l’épisode surf rock de Bossanova, paru un an plus tôt. 
Le groupe retrouve ainsi le son cru, brut et abrasif des débuts. Ce retour aux sources est également perceptible par la présence de deux compositions datant de 1987, à savoir Subbacultcha et Distance Equals Rate Times Time.
La production lisse signée Gil Norton demeure, mais on voit pour la première fois apparaître des riffs heavy metal, tandis que l’écriture de Black Francis gagne encore en maturité.
L’accueil de cet album par la critique ne fut, à l’époque, pas aussi bon que pour les précédents.
Pour l'anecdote, il s'agit du premier album des Pixies qui tire son titre d'une des chansons présentes sur le disque. 
Selon Black Francis, le titre Trompe Le Monde fait référence à la technique picturale du trompe-l'œil, mais aussi à l'expression française « trompe la mort » qu'il aurait entendue lors de l'enregistrement de l'album dans le Studio des Dames, situé à Paris.

## Liste des chansons
Toutes les chansons sont signées Black Francis, sauf mention contraire.
1. Trompe le Monde – 1:48
2. Planet of Sound – 2:06
3. Alec Eiffel – 2:50
4. The Sad Punk – 3:00
5. Head On (reprise de The Jesus and Mary Chain) – 2:13
6. U-Mass – 3:01
7. Palace of the Brine – 1:34
8. Letter to Memphis – 2:39
9. Bird Dream of the Olympus Mons – 2:48
10. Space (I Believe in) – 4:18
11. Subbacultcha – 2:09
12. Distance Equals Rate times Time – 1:24
13. Lovely Day– 2:05
14. Motorway to Roswell – 4:43
15. The Navajo Know – 2:20
16. Rock Music (live) – 1:51 *
17. Hang Wire (live) – 2:01 *
18. Monkey Gone to Heaven (live) – 2:57 *
19. Isla de Encanta (live) – 1:47 *

- titres bonus live enregistrés au MC Vredenburg, Utrecht, 25 septembre 1990 pour VPRO Radio 3 (Pays-Bas) et présents sur l'édition limitée distribuée par PIAS Benelux.

## Crédits
- Black Francis : chant, guitare
- Joey Santiago : guitare principale
- David Lovering : batterie
- Kim Deal : basse, chant
- Eric Drew Feldman : clavier
- Produit par Gil Norton
- Engineered par Steve Haigler
- Enregistré au Master Control, Burbank Pacifique, Burbank Studio Des Dames, Paris, Blackwing, Londres
- Mixé au Master Rock, Londres
- Toutes les chansons sont écrites par Black Francis
- Exceptée Head On écrite par William Reid & Jim Reid de The Jesus and Mary Chain
- Direction artistique et design de l'album : Vaughan Oliver / v23
- Assistant artistique : Chriss Bigg, Paul McMenamin, Christopher Banks
- Photographies : Simon Larbalestier